# Dům U Velryby (Kadaň)
Dům U Velryby (čp. 489) je měšťanský dům v ulici Na Příkopě na Špitálském předměstí v Kadani. Dům má bohatou historii, na jeho místě stávala do obléhání města křižáckými vojsky roku 1421 obranná bašta městského opevnění. Dům je přímo nalepený na hradební pás a je vystavěn na místě, kde býval kameny dlážděný hradební příkop. Od roku 1999 nese jako domovní znamení kamennou Velrybu.

## Historie
V ulici Na Příkopě, jejíž název je doložen již roku 1357 a která pouze v letech 1948 až 2015 nesla jméno Sokolovská, stojí dům U Velryby (čp. 489), ten je přímo přilepený na městskou hradbu nedaleko od Katova domu (čp. 190). Na jeho místě stávala původně půlkruhová obranná bašta zničená roku 1421 při obléhání města vojsky druhé křížové výpravy. Je pravděpodobné, že se jednalo o onu věž, kde zahynul hrdinnou smrtí rytíř Ojíř z Očedělic, jak nás informuje Kronika starého pražského kolegiáta. V polovině 15. století byl na místě původního hradebního příkopu vystavený dům, jehož majitelem byl kadaňský radní Kašpar z Příkopu, připomínaný roku 1469 jako podporovatel minoritského kláštera svatého Michaela.
V roce 1595 byla v tomto domě zřízena tajná evangelická škola pro zdejší německojazyčné utrakvisty hlásící se k nepovolené Augšpurské konfesi. Roku 1603 je jako tamější pedagog zmiňován Daniel Sander. Brzy poté, co byla Rudolfovým Majestátem z roku 1609 vyhlášena v Českém království svoboda vyznání, prodala utrakvistická farnost tuto starou školu „v ulici Na Příkopě pod fortnou“ sukenkraječi (obchodníku s textiliemi - suknem) Hansovi Florianovi za 90 kop míšeňských grošů. Dům byl během staletí častokrát poničen a několikrát stržen (například po velkém požáru města Kadaně roku 1811). Pokaždé byl však znovu vybudován a svou velikostí se řadil k největším měšťanským domům na Špitálském předměstí. 

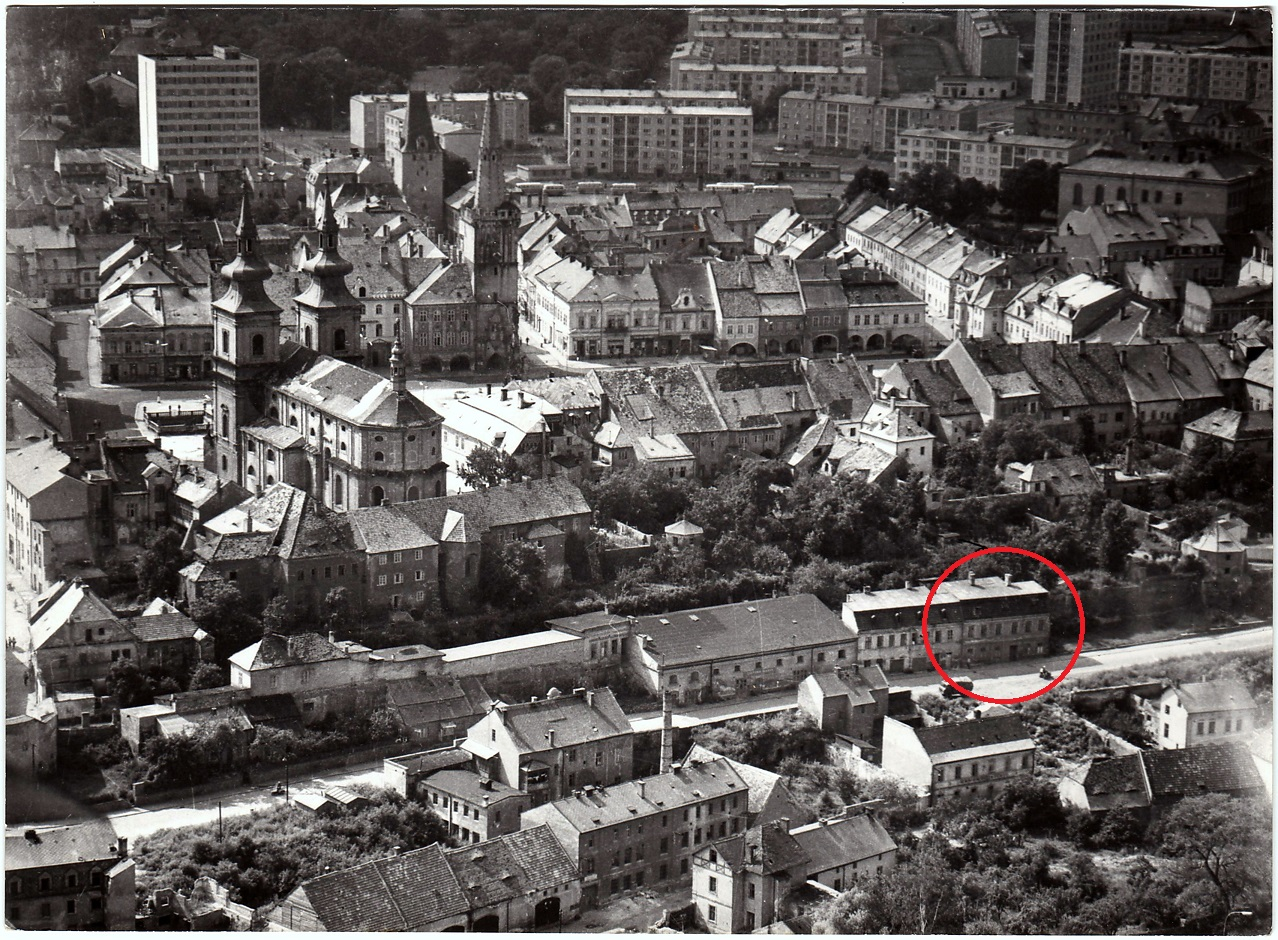
dům U Velryby (čp. 489) na historické fotografii města Kadaně

K roku 1896 je jako jeho majitel uveden Franz Hellmich, jehož manželka Theresia v domě provozovala zelinářství. Zchátralý dům nechal roku 1901 přestavět jeho nový majitel Franz Kiesl, jehož neprovdaná dcera Anna jej vlastnila až do roku 1945. V 50. letech 20. století žil v domě pan Tvrzník, který byl zatvrzelým komunistou. Ten během jednoho z masopustních veselí parodoval na alegorickém voze takzvaný číhošťský zázrak, dokonce vtrhl během bohoslužby do kostela Povýšení svatého Kříže, kde zesměšňoval liturgické úkony. Snad kvůli špatnému svědomí se později Tvrzník v podkroví domu oběsil.

## Zajímavost
Podle pověstí se vždy počátkem září, kolem svátku Narození Panny Marie, dějí v domě podivuhodné věci. Během noci je možné slyšet různé zvuky, od přehazování kamenů přes tekoucí vodu až po tajemný zpěv. Koncem 14. století se zde v někdejší obranné věži měla scházet komunita valdenských křesťanů, kteří byli krutě pronásledováni inkvizicí. Také dne 8. září 1421 měl ve věži se svými druhy zahynout Ojíř z Očedělic, když se jako jeden z posledních obránců odmítl vzdát své věže. Podle pověsti křižáci, kterým se nedařilo hradební baštu dobýt, ji nakonec podkopali a zapálili. Ojíř z Očedělic v baště se svými druhy uhořel.